# Fashīān
Fashīān (persiska: فشیان) är en ort i Iran.   Den ligger i provinsen Kohgiluyeh och Buyer Ahmad, i den centrala delen av landet, 600 km söder om huvudstaden Teheran. Fashīān ligger 703 meter över havet och antalet invånare är 552.
Terrängen runt Fashīān är varierad. Runt Fashīān är det ganska glesbefolkat, med 45 invånare per kvadratkilometer. Närmaste större samhälle är Cheram, 4,5 km norr om Fashīān. Omgivningarna runt Fashīān är i huvudsak ett öppet busklandskap.